# August Kestner Múzeum
Az August Kestner Múzeum egy 1889-ben alapított kultúrtörténeti múzeum Németországban, Hannover városában. Mitte városrészben, a Trammplatzon található, az új városháza mellett. A Kestner-Museum Hannover legrégebbi városi múzeuma, napjainkban Németország legjelentősebb iparművészeti múzeumai közé tartozik. Nevét August Kestner (1777–1853) régészről és műgyűjtőről kapta. Korábban Kestner-múzeumnak hívták, mai nevét 2007 decemberében kapta, hogy elkerüljék az összetévesztést a szintén hannoveri Kestnergesellschafttal.

## Gyűjtemények

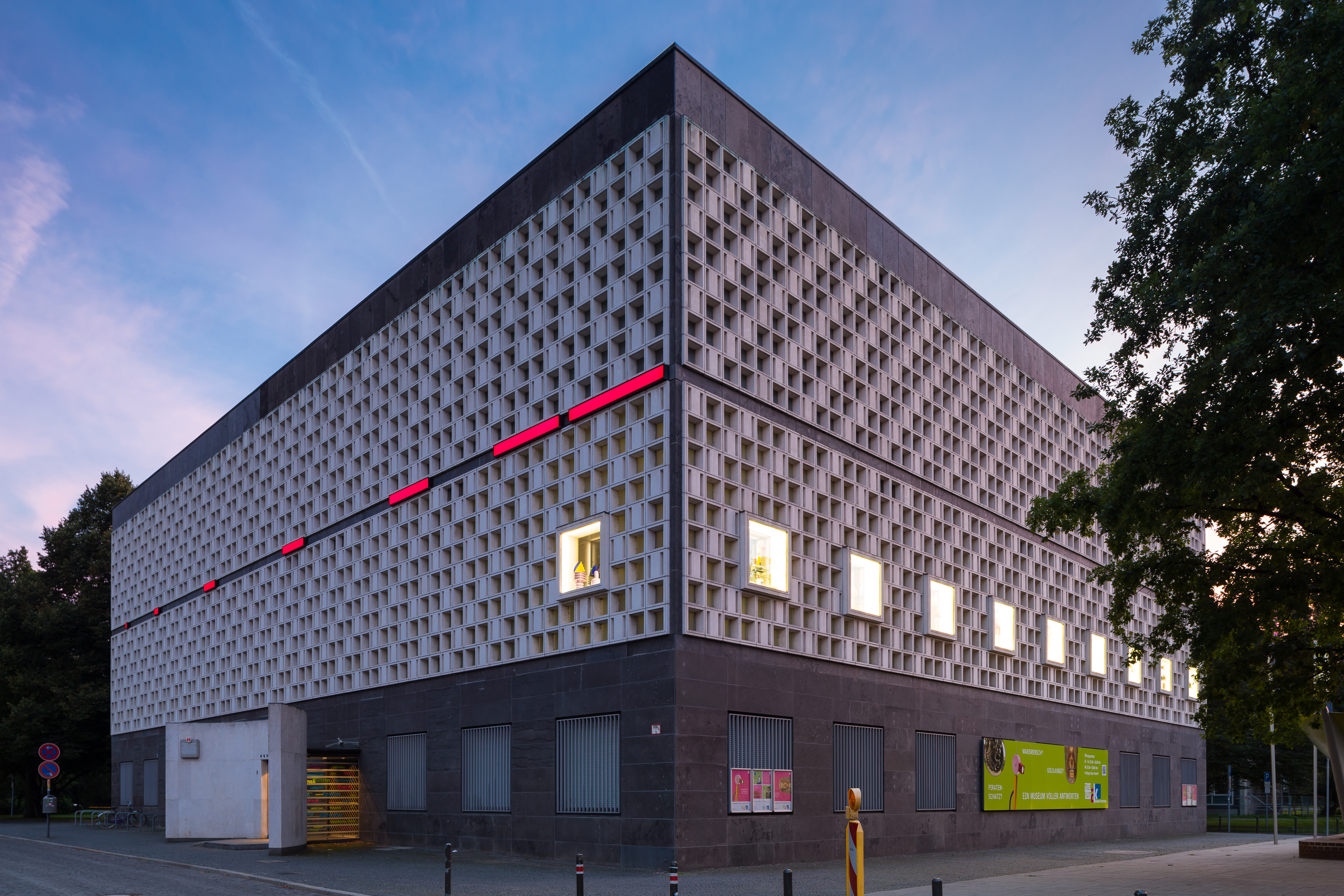
A múzeum épülete

A múzeum egyiptomi gyűjteménye az i. e. 4. évezredtől a görög-római korig mutatja be az ókori Egyiptom történetét. A gyűjteménybe domborművek, szobrok, sztélék, papiruszok, amulettek és múmiák tartoznak, kiemelkedő az Amarna-kori művészet bemutatása.
Az antik gyűjteménybe a görög-római Mediterránum és a Közel-Kelet műalkotásai tartoznak, időben az i. e. 1500 és i. sz. 500 közti korszakot ölelik fel. A gyűjteményben bronz és terrakotta figuratív szobrok, illetve hétköznapi használati tárgyak találhatóak, görög vázák és etruszk művészet terén világszinten kiemelkedőnek számít. Érmegyűjteménye, melyben ókori görög, római, valamint német középkori érmék találhatóak, a pénz történetének 2500 évét mutatja be. 120 000 darabból áll, ezzel Észak-Németország legnagyobb érmegyűjteménye.
A múzeum továbbá jelentős európai iparművészeti gyűjteménnyel is rendelkezik, melyben középkori kéziratok, textíliák, bronz-, elefántcsont- és tűzzománc-tárgyak találhatóak. Rendszeres kiállításokon a kortárs termékdesign alkotásait is bemutatja.

## Története
A múzeum első gyűjteménye jelentős részben August Kestner hannoveri diplomatának köszönhető, akit Rómába, a Szentszékhez küldtek, és itt élt 1818-tól 1853-ban bekövetkezett haláláig. Művészetkedvelőként egyiptomi, valamint görög-római kisművészeti alkotásokat és érméket gyűjtött. Halála után unokaöccsére, Hermann Kestnerre hagyta a gyűjteményt azzal a feltétellel, hogy Hannover városának adja és egészben megtartja.
Az alapító gyűjteménye az évek során további gyűjtés és adományok segítségével bővült, többek közt középkori kézműves alkotásokkal Friedrich Culemann hannoveri iskolaigazgató és iparos gyűjteményével, Horst Egon Berkowitz jogász és jegyző 40 000 darabos érmegyűjteményével, valamint báró Friedrich Wilhelm von Bissing (1873–1956) magángyűjteményének megvásárlásával, amely körülbelül 1500, főleg egyiptomi tárgyból áll.

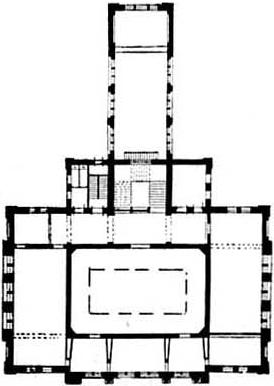
Az épület alaprajza 1894-ből

A múzeum, melynek alapításához nagyban hozzájárultak Hannover művészet iránt érdeklődő polgárai, 1889-ben nyílt meg, mai épületében, melynek akkor neoreneszánsz homlokzata volt, ezt ma modern homlokzat takarja. Már megnyitásakor jelentős gyűjteménnyel rendelkezett ókori egyiptomi, görög-római és középkori műalkotásokból. Első igazgatója 
Carl Schuchhardt volt, aki 1908-ban lemondott, hogy átvehesse a berlini Néprajzi Múzeum őskori részlegének vezetését.
A régi múzeumépület eredeti formájában már nem látható, mert a II. világháború során bombatámadás érte és részben elpusztult. 1958–1961 között, Irmgard Woldering igazgatónő vezetése alatt az épület modern stílusban épült újjá, betonkocka formájában, melyen 5000 kis ablak látható. Az épület műemléki védettség alatt áll. 1979-ben megalakult a múzeumot támogató „Az antikvitás és a jelen barátai” kör.
Wolfgang Schepers irányítása alatt a múzeumvezetés egyre nagyobb figyelmet fordított arra, hogy a jelenkori művészetet is bemutassa. Ezt a célt szolgálták az olyan, terméktervezési kiállítások, mint „A design évszázada” (2000) vagy az „Ülj le!” (2003). Emellett elindult az Intermezzo kiállítássorozat, melyen a Hannoveri Iparművészeti Egyetem design és média szakos hallgatói mutatják be alkotásaikat.

## Rendezvények és szolgáltatások
- Idegenvezetés angol, francia, olasz nyelven, valamint hallássérülteknek is
- Workshopok gyerekek és diákok számára
- Születésnapi rendezvények gyerekeknek, beöltözési lehetőség történelmi alakoknak
- Múzeumok éjszakája
- Intermezzo-kiállítások (gyűjtők, diákok, a múzeumhoz közel álló szervezetek bemutathatják gyűjteményüket vagy alkotásaikat a nyilvánosság előtt)
- a nyilvánosság számára is elérhető előadások

Az 1979-ben alapított „Az antikvitás és a jelen barátai” kör anyagilag és tevékenységével is támogatja a múzeum rendezvényeit.
A Widukind Gimnázium hatodik osztálya minden évben ellátogat a múzeumba egy kétnapos osztálykirándulás keretén belül, hogy megismerje az ókori Egyiptomot.

## Igazgatók
Az önálló múzeum igazgatói

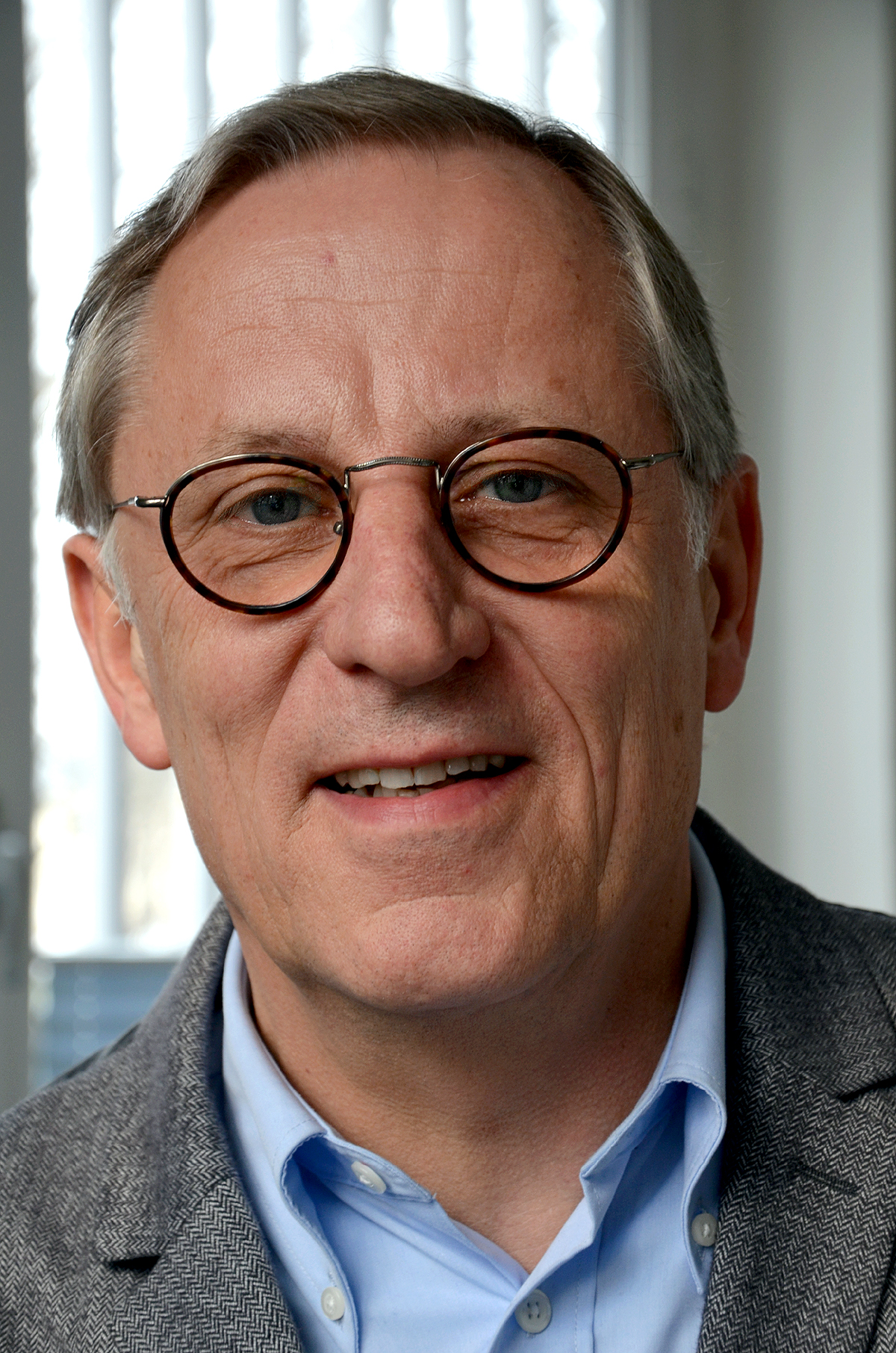
Wolfgang Schepers művészettörténész (2014), múzeumigazgató 1999. január 15-től 2014. szeptember 1-ig

- 1888–1908: Carl Schuchhardt régész (klasszikus ókor, őskor)
- 1908–1912: Wilhelm Behncke művészettörténész
- 1912–1920: Albert Brinckmann művészettörténész
- 1920–1937: Carl Küthmann egyiptológus
- 1938–1945: Ferdinand Stuttmann művészettörténész
- 1945–1951: Carl Küthmann egyiptológus
- 1952–1955: Alfred Hentzen művészettörténész
- 1955–1969: Irmgard Woldering egyiptológus
- 1970–1981: Peter Munro egyiptológus
- 1982–1995: Ulrich Gehrig régész (klasszikus ókor)
- 1995–1997: Waldemar R. Röhrbein történész
- 1999–2014: Wolfgang Schepers művészettörténész

A Hannoveri Kultúrtörténeti Múzeumok Egyesületének igazgatója
- 2014 óta: Thomas Schwark[1] történész

## Híres műtárgyak
- Eutaxia és Artemisios sírköve
- Nehmeszrataui Halottak Könyve-papirusza

## Galéria

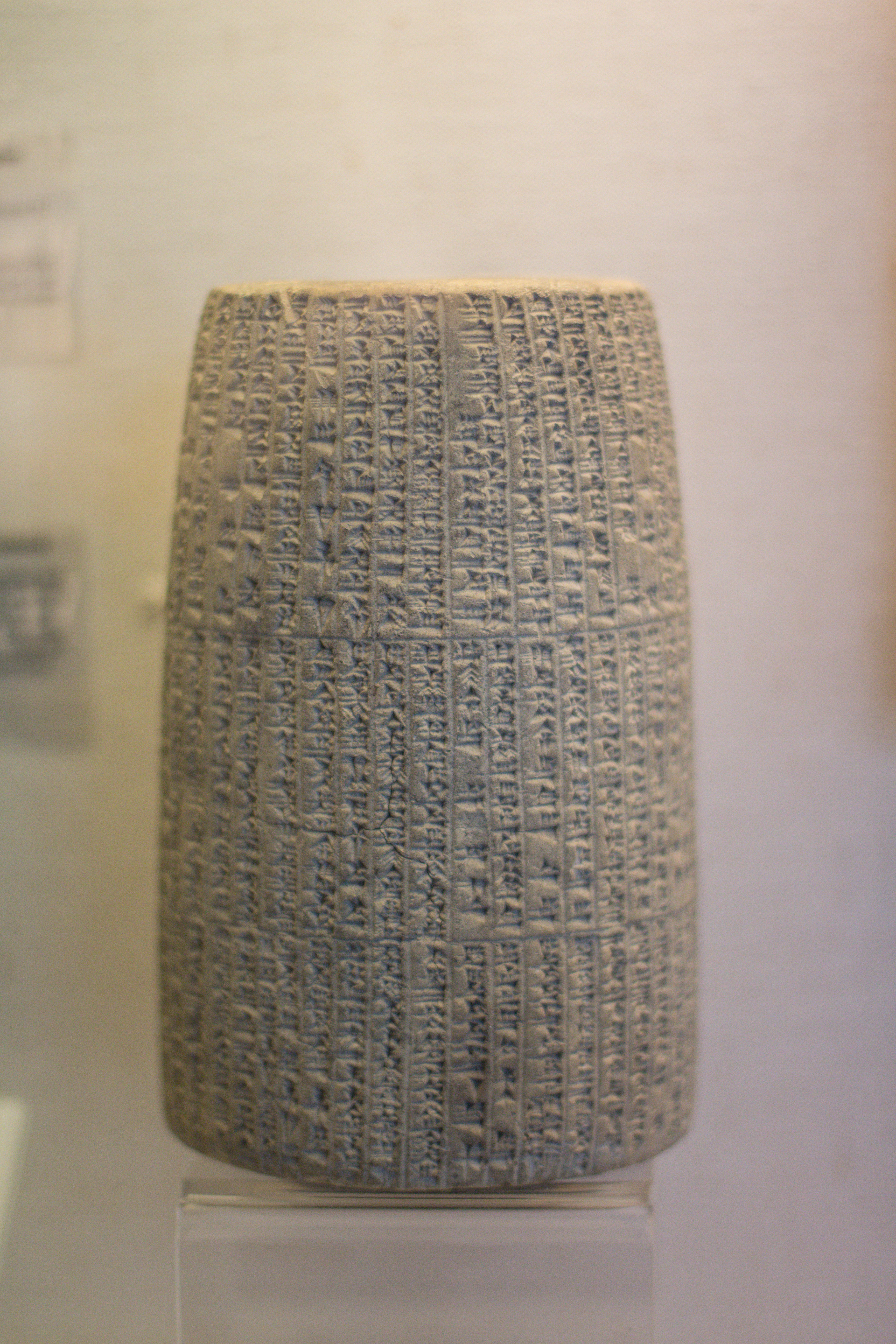
Ékírásos tábla
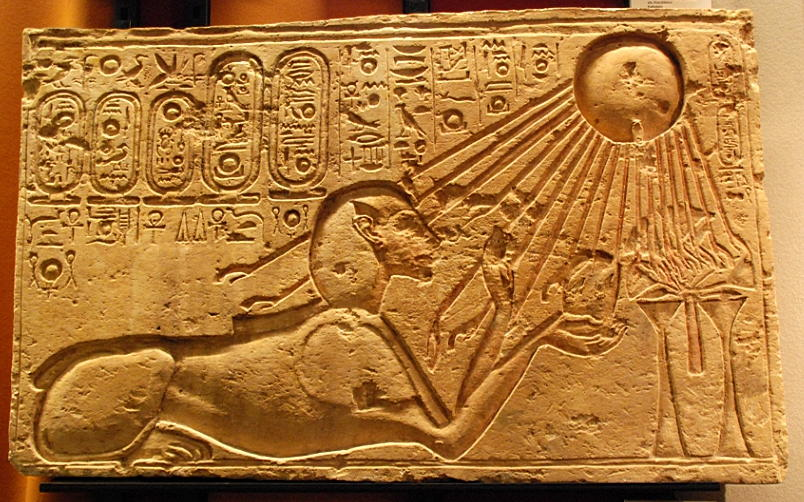
Ehnaton fáraó szfinxként
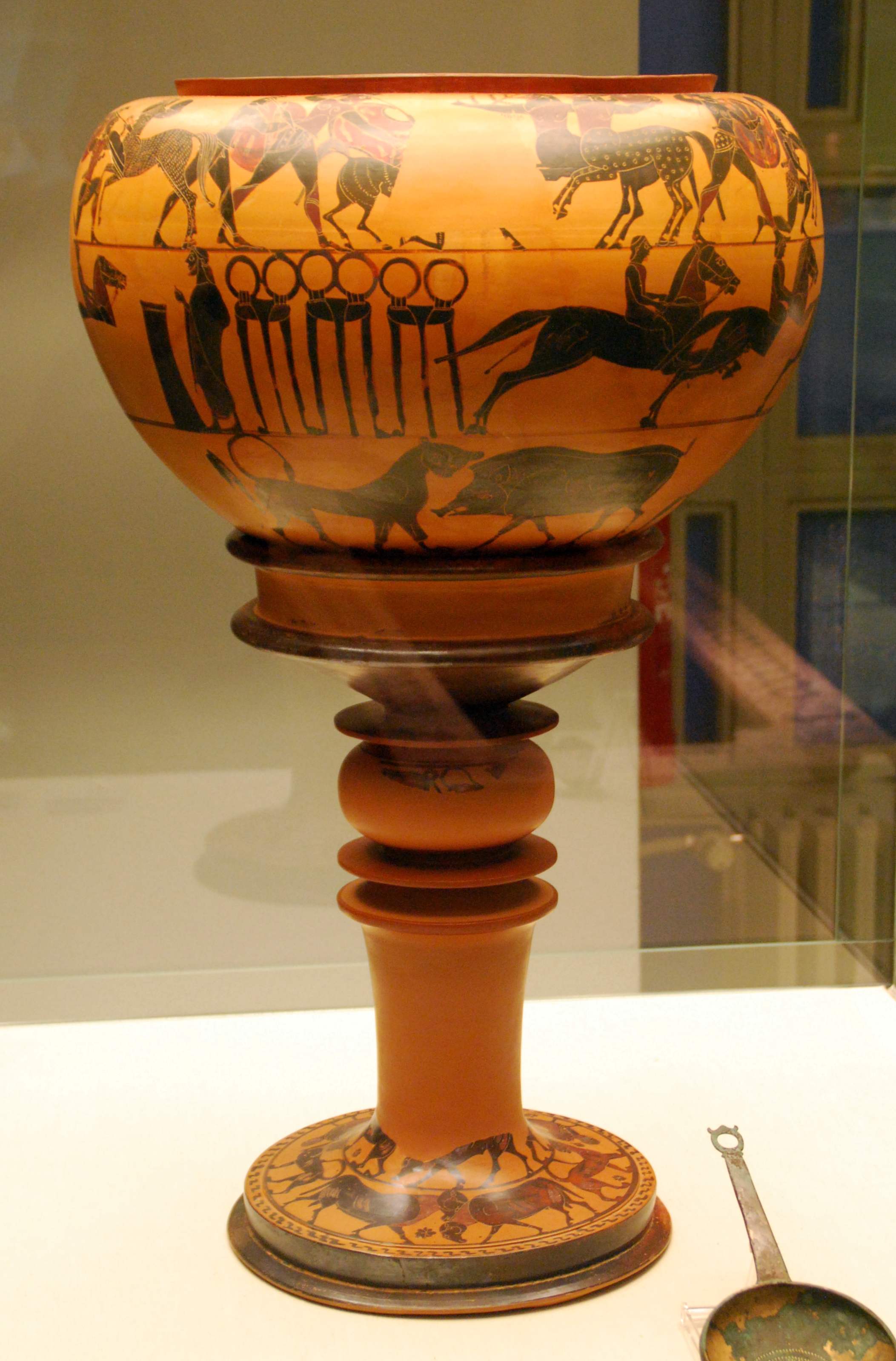
Feketealakos görög váza
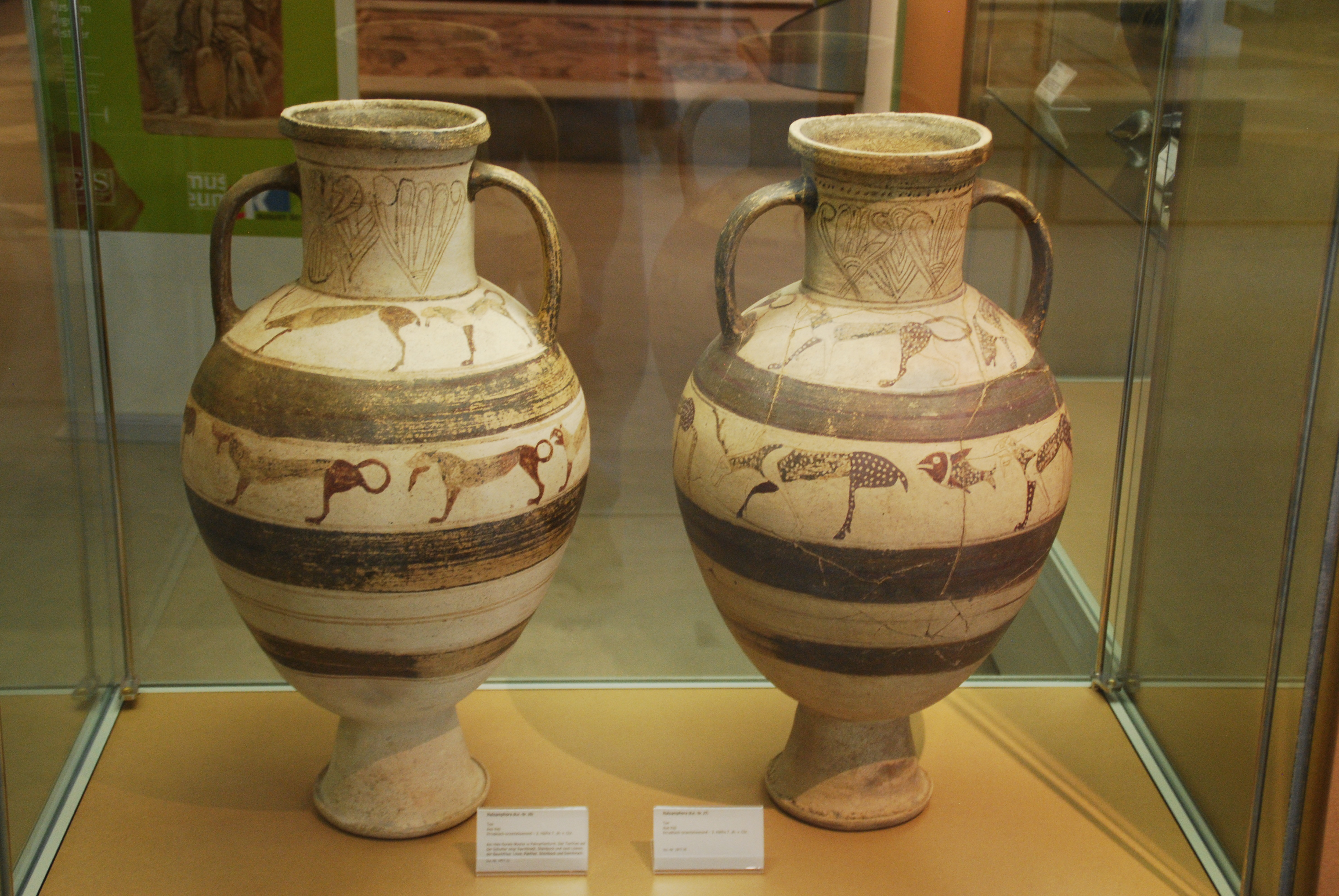
Etruszk vázák
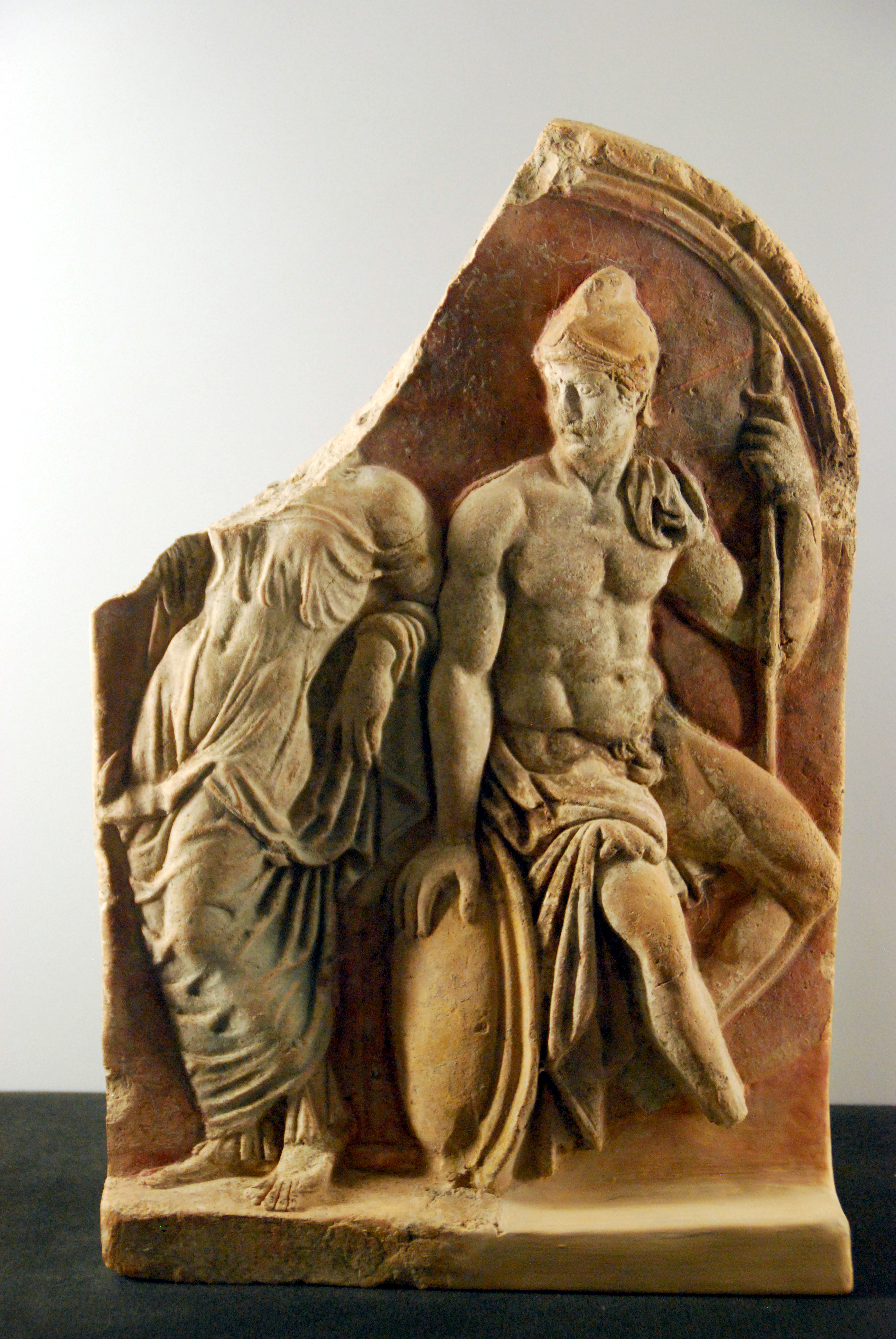
Római terrakotta: Mars és Vénusz
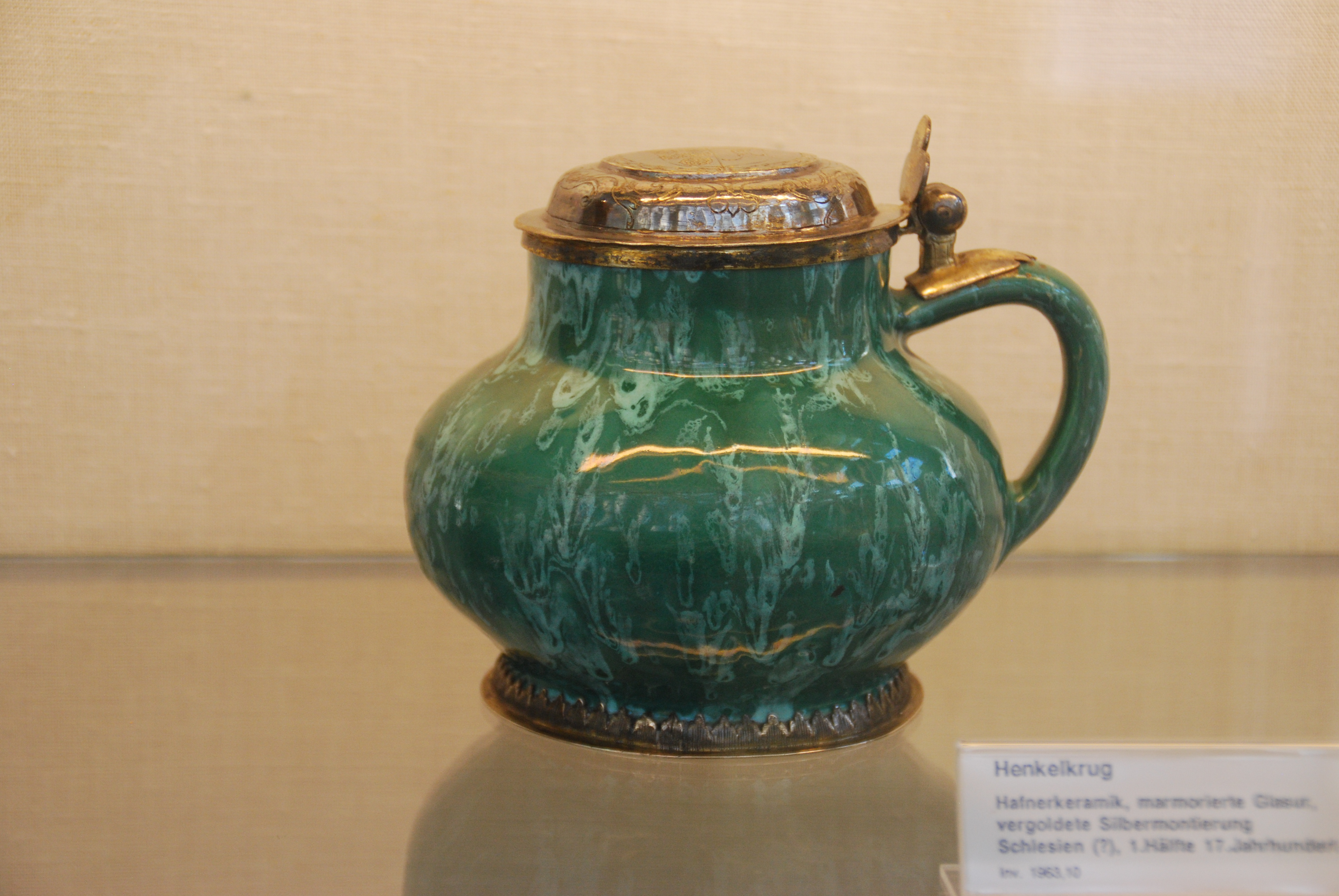
17. századi korsó

## Fordítás
- Ez a szócikk részben vagy egészben  a   Museum August Kestner című német Wikipédia-szócikk ezen változatának fordításán alapul.  Az eredeti cikk szerkesztőit annak laptörténete sorolja fel. Ez a jelzés csupán a megfogalmazás eredetét és a szerzői jogokat jelzi, nem szolgál a cikkben szereplő információk forrásmegjelöléseként.

## Külső hivatkozások
- Hivatalos weboldal (németül)
- Lost! Die Ägypten-Sammlung und ihre (Kriegs-)Verluste. Archiválva 2018. augusztus 2-i dátummal a Wayback Machine-ben Sonderausstellung vom 21. Juli bis 6. November 2011 in der Zeitschrift Kemet, Ausgabe 2/2011